# Knight Rider 2: El Coche Fantástico
Knight Rider: The Game 2, distribuido en España como Knight Rider 2: El Coche Fantástico, es un videojuego desarrollado por Davilex Games, que fue lanzado para PC y para PlayStation 2 a finales del año 2004. Es la continuación directa del videojuego Knight Rider: The Game, creado por la misma compañía.
El videojuego consiste en controlar al automóvil fantástico KITT a lo largo de distintos escenarios para cumplir misiones con objetivos diversos, la mayoría de ellas se basa en utilizar las múltiples habilidades especiales del vehículo para adentrarse en instalaciones y burlar los sistemas de seguridad. También se incluyen muchas fases de combate en donde hay que utilizar las armas de fuego que posee KITT para luchar contra los robots enemigos. El juego está compuesto por 11 misiones de distinta duración.

## Información general
Knight Rider 2: El Coche Fantástico es el segundo videojuego que desarrolló la compañía Davilex, basado en la serie de televisión Knight Rider que fue muy popular en la década de 1980. Este juego resulta muy similar a su antecesor, Knight Rider: The Game, tanto a nivel gráfico como en jugabilidad. El título incluye el idioma español, que traduce todos los textos del juego, pero las voces se mantienen en inglés.
Los gráficos del juego son tridimensionales y permiten seleccionar entre varias cámaras, incluyendo la vista del interior de KITT. Los escenarios son algo más variados que en el juego anterior y se han agregado mejores efectos especiales para las explosiones y luces. El juego presenta una mayor cantidad de escenas intermedias, entre y durante los niveles, que le dan un estilo cinematográfico.
Muchas músicas y sonidos son reutilizados del primer videojuego y también se han agregado varios temas nuevos. El juego además incluye muchos más diálogos y voces grabadas de los personajes, que se oyen en las escenas intermedias y al ocurrir un suceso dentro del nivel.
Los controles del juego son muy sencillos e intuitivos y se ha mejorado levemente la maniobrabilidad de KITT, regresan las habilidades como el Turbo Propulsor y el Modo Ski y se añade la habilidad de disparar armas de fuego. Un cambio importante es que ahora KITT tiene un sistema de energía que se gasta al recibir daño, como una barra de vida, pero que también se consume al utilizar energía de las habilidades especiales o las armas. 
El juego resulta más corto que el anterior, presentando solo 11 niveles que por lo general se pueden pasar en alrededor de 10 minutos. Se incluyen cuatro modos de dificultad, dos de ellos bloqueados al inicio, que se diferencian porque KITT presenta un mayor gasto de energía en niveles avanzados. También se incluye contenido desbloqueable al completar las misiones como videos de la serie original, fotografías e información.
Davilex no realizó más secuelas de esta serie y al poco tiempo la compañía cerró. De todos modos hubo más videojuegos de Knight Rider realizados por otras compañías: El primero fue Knight Rider 3D para teléfono móvil lanzado por Advanced Mobile Solutions en el 2007 y el siguiente fue Knight Rider para iPhone, lanzado en el año 2010 por la compañía Hudson.

## Juego Principal
El principal modo de juego es el "modo historia".

## Argumento
El videojuego se ubica dos años después de los eventos ocurridos en Knight Rider: The Game, que terminaba con Michael Knight y su automóvil KITT derrotando al villano Garthe Knight mientras conducía a KARR y aparentemente estos últimos encontraban su final.
Michael y KITT regresan de unas plácidas vacaciones en una zona invernal cuando repentinamente son atacados por un grupo de misiles que los persiguen e intentan destruirlos. Tras escapar de esta amenaza, comienzan a investigar quien es el causante de este atentado, como siempre, reciben la ayuda de Devon Miles y la mecánica Bonie Marstow.
Las distintas misiones conducirán a la misteriosa empresa Eques, que oculta en sus instalaciones peligrosos armamentos y hasta guardianes robots. Eventualmente, se revela que es el mismo Garthe Knight el cerebro de toda la operación y que ha regresado para vengarse con un poderoso arsenal de armas y máquinas.

### Personajes
- Michael Knight: El protagonista del juego, Michael es un agente de la Fundación para la Ley y el Gobierno que trabaja en forma solitaria y conduce al fantástico automóvil KITT en sus misiones. Su misión es perseguir y capturar a los criminales más peligrosos para llevarlos ante la justicia y proteger la vida de los inocentes y desamparados.
- KITT: KITT es el vehículo a conducir durante todo el juego. Conocido como el coche fantástico o el auto increíble, es un automóvil 1982 Pontiac Firebird Trans Am modificado con un cerebro computarizado que, además de una gran inteligencia, lo ha dotado con una personalidad y la capacidad de conversar como una persona. Está programado para resguardar la vida de las personas y servir a su conductor. Se caracteriza por tener una enorme cantidad de habilidades y trucos extraordinarios y por estar recubierto con un blindaje molecular que lo hace casi indestructible.
- Devon Miles: La persona a cargo de la Fundación para la Ley y el Gobierno. Devon es quien se encarga de informar a Michael sobre sus misiones y objetivos y se encarga de asistirle en todo lo que pueda. Es un hombre con un gran sentido de justicia que comparte los ideales de Wilton Knight, el difunto dueño de la fundación, con la convicción que "un hombre puede hacer la diferencia".
- Dra. Bonnie Barstow: Es la principal mecánica de KITT y la que mejor lo conoce. Su trabajo es repararlo cuando sufre daños o desajustes y también se encarga de agregar mejoras y nuevas capacidades a su ya amplio repertorio de habilidades. Su taller se encuentra dentro del camión de la fundación que también sirve como base de operaciones móvil.
- Garthe Knight: El principal villano del juego. Luce como un gemelo malvado de Michael pero con bigote y barba. Se lo creía muerto desde el incidente ocurrido en Knight Rider: The Game pero evidentemente logró sobrevivir y ha estado trabajando en la creación de un arma de destrucción masiva que pone en riesgo a miles de vidas inocentes. Además maneja al poderoso camión blindado Goliath que cuenta con un escudo especial que lo hace impenetrable a los ataques de KITT.
- KARR: KARR es el prototipo de KITT que fue construido previo al coche fantástico pero fue desactivado cuando se descubrió que su programación para la autopreservación lo volvía maligno, egoísta y despreocupado por el bienestar humano. Se lo creía destruido, pero ahora ha regresado y sirve a las ambiciones de Garthe. Además mantiene su rivalidad con KITT, a quien considera una copia inferior de sí mismo.

## Mecánica
Knight Rider 2: El Coche Fantástico es un videojuego de conducción por misiones en 3D en donde el jugador debe controlar al automóvil fantástico KITT y utilizar sus habilidades extraordinarias para recorrer los escenarios y cumplir con los objetivos asignados en cada misión. El juego se compone de un total de 11 misiones.
KITT es un coche con controles muy sencillos, puede acelerar, doblar y frenar solamente con las flechas del teclado. Además de conducirlo, los escenarios requieren hacer uso de sus habilidades. Las habilidades comunes de KITT son el Turbo Propulsor, para saltar por encima de los precipicios u obstáculos que bloquean el camino; y el Modo Ski, que permite al vehículo inclinarse sobre sus ruedas laterales para pasar por vigas angostas o pasadizos estrechos. Además presenta la habilidad de Micro Jam, con el cual emite una señal de interferencia a los aparatos cercanos para diversos propósitos.
En este juego, KITT utiliza un sistema de energía representado por una barra de vida, el cual mide su vida y al mismo tiempo su poder. Cuando KITT recibe algún daño de explosiones o proyectiles enemigos, esta energía disminuye, aunque también se reduce lentamente al utilizar las habilidades especiales. Cuando toda la energía se agota, el jugador pierde y debe reiniciar la misión desde la escena en donde se quedó. A lo largo de los niveles aparecen muchas estaciones de energía que, al pasarles el Micro Jam, recargan la vida de KITT al máximo. Al avanzar en las misiones se irán añadiendo baterías que aumentan el número de barras de vida y por lo tanto la defensa de KITT.
Las habilidades especiales que gastan energía son las armas de fuego, principalmente los misiles. También el escudo especial que, contradictoriamente, sirve para reducir el daño; y el modo Super Persecución, que sirve para aumentar la velocidad de KITT enormemente y solo es necesario en un par de ocasiones.
La mayoría de las misiones se basan en recorrer escenarios e infiltrarse en las instalaciones de la compañía Eques, el esquema de estas misiones es buscar las terminales informáticas del edificio y usar el Micro Jam para hackearlas y lograr que se desactiven los sistemas de seguridad para continuar avanzando. Desde luego, estas terminales se localizan en lugares de difícil acceso que requieren el uso malabarístico de las habilidades de KITT para poder alcanzarlas. Hay también varias que se hallan protegidas por enemigos robots que aparecen en muchos escenarios del juego y requieren que el jugador luche con sus armas de fuego.
KITT cuenta con tres tipos de armas intercambiables: el rayo láser que derrite el hielo y tiene un gran alcance; la pistola de plasma que sirve para el combate cercano y es la más útil al enfrentarse a los peligrosos robots; y finalmente, los misiles, estos son sumamente poderosos y se dirigen automáticamente al enemigo, pero también muy lentos y complicados de usar en una batalla, por lo que solo sirven para los enemigos muy lejanos o que se encuentran en lo alto.
En varias misiones hay también difíciles batallas contra jefes, en la que hay que atacar al enemigo hasta quitarle toda su barra de energía. Los más complicados son los enemigos aéreos, principalmente el cañón láser y el helicóptero, ya que hay que derribarlos con los misiles, aunque los misiles tienen el problema de que hay que mantener al enemigo frente a KITT por un cierto tiempo para colocarlo en la mira y disparar, en consecuencia KITT queda sumamente expuesto a los brutales ataques del jefe. Al igual que en el juego anterior, la misión final incluye un duelo a muerte entre KITT y KARR, aunque esta vez a KARR también le agregaron armas. Tras vencer esta misión final, el juego termina y se muestran las escenas de cierre.

### Modo misión
"Misión" es un modo de juego alternativo en donde se pueden escoger y jugar de forma separada a cualquiera de las misiones del Modo historia que se hayan logrado completar. También se puede escoger cualquiera de los modos de dificultad desbloqueados.

### Extras
En la opción "Extra" se puede ver el contenido adicional del juego, que incluye:
- Escenas de TV: Incluye múltiples clips de video que contienen escenas de la serie de televisión en donde aparece KITT. Estas se encuentran bloqueadas y se van liberando al avanzar en el Modo historia.

- Imágenes: Muestra información sobre los elementos más característicos de la serie de televisión, como las acrobacias de KITT, la mansión de la Fundación o los artilugios del coche fantástico, en cada sección hay una galería con fotos reales.

- Juego: Este es un sencillo juego de trivia en donde hay que responder diez preguntas sobre la serie de televisión. Existe además un modo difícil que se desbloquea al pasar el Modo historia en el nivel difícil. Las preguntas son muy escasas por lo que siempre se repiten en cada test ofreciendo poca rejugabilidad.

## Curiosidades
- La música de apertura del juego es la misma música que se escuchaba en la apertura de la serie de televisión de Knight Rider.
- En el anuncio del juego hecho en enero del año 2004, se informó que este juego incluiría un modo multijugador con pantalla dividida, esta característica no llegó en la versión final.[3]
- Vehículos presentes en este juego: 1987 Chevrolet Caprice, 1981 Chevrolet Silverado, GMC General, Peterbilt 352, 1982 Pontiac Firebird Trans Am.[4]